# Gnophomyia sagittoides
Gnophomyia sagittoides is een tweevleugelige uit de familie steltmuggen (Limoniidae). De soort komt voor in het Neotropisch gebied.